# (163693) Atira
(163693) Atira – planetoida z grupy Atiry.

## Odkrycie i nazwa
Została odkryta 11 lutego 2003 roku w programie LINEAR w Socorro przez M. Blythe, F. Shelly, M. Bezpalko, R. Huber, L. Manguso, S. Adams, D. Torres, T. Brothers i S. Partridge.
Nazwa planetoidy pochodzi od Atiry, pauniskiej bogini Ziemi i gwiazdy wieczornej. Ta oficjalna nazwa została nadana planetoidzie przez Minor Planet Center w dniu 22 stycznia 2008 (MPC 61768). Przed nadaniem nazwy planetoida nosiła oznaczenie tymczasowe 2003 CP20 oraz stały numer 163693.

## Orbita
Atira okrąża Słońce w ciągu 233 dni w średniej odległości 0,741 au. Jest to pierwsza potwierdzona planetoida, której orbita przebiega w całości wewnątrz orbity Ziemi: planetoida przez cały okres obiegu krąży bliżej Słońca niż Ziemia. Planetoidy takie są obecnie zaliczane do grupy Atiry.
Do Ziemi może zbliżyć się na minimalną odległość 0,207 au (31 mln km). W swoim ruchu orbitalnym Atira przecina orbitę Wenus.

Obraz radarowy Atiry z Obserwatorium Arecibo z dnia 23 stycznia 2017

## Układ podwójny
W styczniu 2017 Atira znalazła się najbliżej Ziemi od czasu jej odkrycia w 2003 roku, w odległości 0,207 au (ok. 31 mln km). Wykorzystano tę okazję do zbadania jej za pomocą radaru. Zdjęcia wykonane przez Obserwatorium Arecibo w dniu 20 stycznia 2017 ujawniły, że Atira jest układem podwójnym, mając mniejszy księżyc na orbicie wokół głównego ciała.
Większy składnik układu ma średnicę 4,8 ± 0,5 km, prawdopodobnie jest wydłużony i ma kanciasty kształt. Mniejszy składnik układu ma średnicę 1,0 ± 0,3 km. Kolejne obrazy radarowe wykonane 23 stycznia 2017 pokazały, że te dwa składnik układu krążą wokół siebie w odległości około 6 km z okresem orbitalnym 15,5 godziny. 